# Richard Hilton
Richard Hilton, britanski general, * 1894, † 1978.